# Obraz Matki Bożej Szkaplerznej w Bydgoszczy

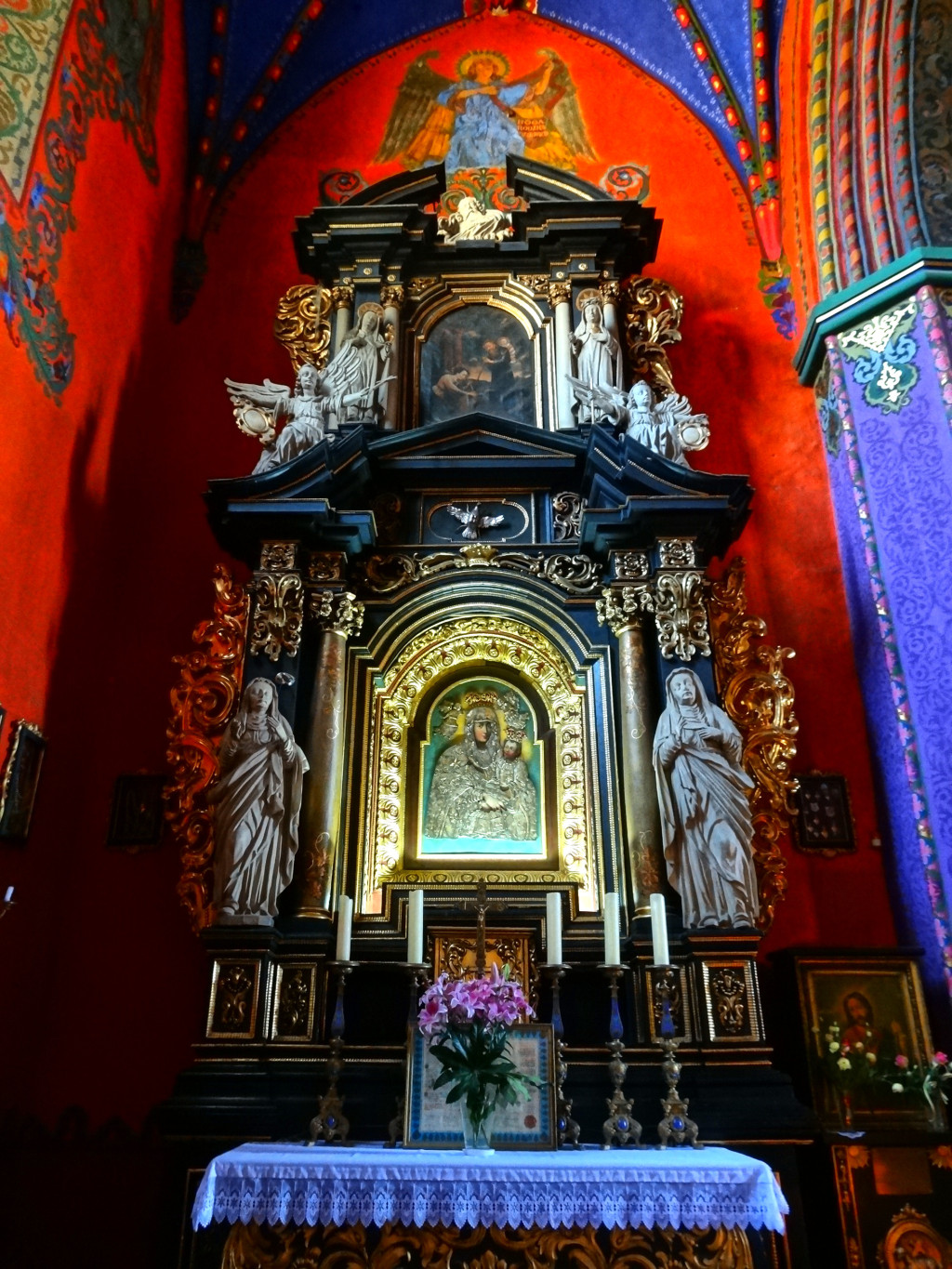
Ołtarz Matki Bożej Szkaplerznej (2. poł. XVII w.) na zamknięciu nawy północnej w katedrze bydgoskiej. Po bokach wizerunku Matki Bożej znajdują się rzeźby dwóch zakonnic, dwa anioły z kartuszami na belkowaniu i popiersie Boga Ojca w zwieńczeniu. W górnej kondygnacji znajduje się obraz Małej Świętej Rodziny – Ucieczka do Egiptu (XVII/XVIII w.) oraz figury dwóch świętych

Obraz Matki Bożej Szkaplerznej w Bydgoszczy – barokowy obraz Matki Bożej z Dzieciątkiem, znajdujący się w ołtarzu bocznym kościoła katedralnego w Bydgoszczy.

## Obraz
Obraz Matki Bożej z Dzieciątkiem pochodzi z rozebranego w 1822 roku kościoła karmelitów w Bydgoszczy. Jego powstanie jest datowane na ok. 1700 rok. Autor obrazu nie jest znany.
Postać Matki Bożej i Dzieciątka Jezus pokrywają srebrne, trybowane sukienki. Spoza metalowych okładzin widoczne są jedynie zarumienione twarze i dłonie Matki i Syna. Madonna w obu rękach trzyma szkaplerz, a Jezus wznosi prawą rękę do błogosławieństwa. Na głowach obu postaci spoczywają korony, przy czym koronę na głowę Matki Bożej nakładają dwaj aniołowie.
Ołtarz wraz z obrazem znajdował się w bydgoskim kościele karmelitów, aż do jego zburzenia przez pruskie władze zaborcze. Następnie wraz z innymi elementami wyposażenia został przeniesiony do kościoła farnego. W czasie prac renowacyjnych fary przeprowadzonych w latach 1819–1829, został umieszczony w obecnym miejscu, na wschodnim zamknięciu nawy północnej. Obecnie jest on drugim czczonym wizerunkiem maryjnym w tej świątyni obok „Madonny z Różą” w ołtarzu głównym, zwanym Matką Bożą Pięknej Miłości.
Obraz namalowany jest na płótnie i dublowany na desce. Przed rekoronacją wizerunku w 2001 roku dokonano konserwacji dzieła. Nadzorował ją Andrzej Trochimowicz, a renowacji i pokrycia złotem sukienek i koron oraz uzupełnienia ich szlachetnymi kamieniami dokonał jubiler Andrzej Janicki. Swymi ofiarami przyczynili się do tego także liczni fundatorzy prywatni.

## Historia kultu
Historia kultu obrazu wiąże się z bydgoskim konwentem karmelitów, obecnym w Bydgoszczy od 1397 roku. Działalność duszpasterska tego zakonu koncentrowała się przede wszystkim na propagowaniu nabożeństw maryjnych oraz prowadzeniu bractw religijnych. Istotnym elementem nabożeństw karmelitańskiej proweniencji był kult szkaplerza, jako ochrony przed potępieniem. Rozpoczął się on od wizji św. Szymona Stocka w 1251 roku, w kolejnych stuleciach papieże potwierdzali mu kolejne przywileje.
W 1470 roku przy kościele karmelitów erygowane zostało bydgoskie Bractwo Matki Bożej Szkaplerznej. Jego akt erekcyjny został zatwierdzony przez prowincjała karmelickiej prowincji czesko-polskiej ojca Bernarda. Bractwo to miało strukturę organizacyjną, ściśle wzorowaną na hierarchii zakonu karmelickiego. Starszy i podstarszy bractwa nosili tytuły przeora i subprzeora; w skład władz bractwa wchodziło również siedmiu konsyliarzy, których zadaniem było rozstrzyganie spraw organizacyjnych, dwóch arbitrów, którzy łagodzili spory oraz dwaj prowizorowie do rozstrzygania problemów prawnych. Istniały również godności podskarbiego, zakrystiana, prokuratorów, wizytatorów, chorążych, krucyferów, marszałka, itd. Nie były to godności tytularne, lecz każda z nich zobowiązywała do wykonywania konkretnych, ściśle określonych czynności.
Oprócz tego rzeczywistego zarządu istniały dwa zespoły protektorów, powoływanych osobno ze stanu duchownego i osobno ze świeckiego. Do protektorów duchownych należał biskup diecezji kujawskiej lub w jego zastępstwie opat cystersów koronowskich, dalej oficjał i proboszcz parafii bydgoskiej oraz inni duchowni. Do protektorów szlacheckich należał natomiast wojewoda lub kasztelan brzesko-kujawski, starosta grodzki bydgoski oraz kilku innych przedstawicieli okolicznej szlachty. Wybrane władze zatwierdzane były przez przeora klasztoru, a stanowisko opiekuna duchownego, czyli promotora bractwa, piastował zawsze jeden z kaznodziejów karmelickich. Przy wstępowaniu do bractwa otrzymywano szkaplerz.
W II połowie XVII wieku Bractwo Szkaplerzne stało się organizacją masową, a jego wpływy sięgały daleko poza mury Bydgoszczy. Terytorialnie sięgało ono na południe po Wągrowiec, na północ zaś po Warmię i Kwidzyn. Bractwo było zamożne, otrzymywało liczne darowizny od protektorów oraz posiadało cztery skarbonki brackie – dwie w Bydgoszczy, jedną w Gnieźnie i jedną w Fordonie. Bractwo utrzymywało własnym kosztem niektóre ołtarze i opłacało malowanie obrazów o treści religijnej.
Najważniejszym dniem dla Bractwa był 16 lipca, święto Matki Bożej, Patronki zarówno zakonu jak i bractwa. Obchodzono go bardzo uroczyście, uświetniając obchody procesją z udziałem wszystkich stanów. Natomiast w Wielki Piątek biczowano się publicznie w kościele karmelitów, wraz z bractwem zdunów i sterników. Po kasacie klasztoru karmelitów (1816) i  zburzeniu kościoła konwentualnego (1822), Bractwo przeniosło się wraz z ołtarzem do bydgoskiego kościoła farnego. W 1888 roku, staraniem proboszcza Józefa Choraszewskiego, uzyskało nowe statuty zatwierdzone przez arcybiskupstwo gnieźnieńskie. W myśl tego dokumentu, utrzymywanie ołtarza i obrazów było obowiązkiem członków bractwa. W 1927 roku liczba członków wynosiła 284, a w latach 30. XX w. spadła do ok. 100.
Obraz był dwukrotnie koronowany. Pierwszej koronacji dokonano jeszcze w czasach przedrozbiorowych, lecz nie jest znana dokładna data tego wydarzenia. Uroczystej rekoronacji obrazu Matki Bożej Szkaplerznej dokonał 16 lipca 2001 roku arcybiskup Henryk Muszyński z okazji jubileuszu 750-lecia szkaplerza. Uroczystość uświetnił chór konkatedralny pod dyrekcją Mariusza Kończala, wykonując na wstępie Gaude Mater Polonia.